# Коньен-ле-Горж
Коньен-ле-Горж (фр. Cognin-les-Gorges) — коммуна во Франции, находится в регионе Рона — Альпы. Департамент коммуны — Изер. Входит в состав кантона Сюд Грезиводан. Округ коммуны — Гренобль.
Код INSEE коммуны — 38117. Население коммуны на 2012 год составляло 648 человек. Населённый пункт находится на высоте от 166 до 1120 метров над уровнем моря. Муниципалитет расположен на расстоянии около 480 км юго-восточнее Парижа, 80 км юго-восточнее Лиона, 25 км западнее Гренобля . Мэр коммуны — Патрис Ферруйа, мандат действует на протяжении 2014—2020 гг.
Динамика населения (INSEE):